# Ben Lederman
Ben Lederman (ur. 8 maja 2000 w Los Angeles) – polski piłkarz amerykańsko-izraelskiego pochodzenia, występujący na pozycji środkowego pomocnika. Od 2025 jest zawodnikiem klubu Maccabi Tel Awiw. Były reprezentant Stanów Zjednoczonych U-17. W 2022 zadebiutował w reprezentacji Polski U-21.

## Młodość
Lederman urodził się w Los Angeles w Kalifornii jako syn izraelskich emigrantów, Danny'ego i Tammy. Jego ojciec był właścicielem małej firmy, a matka pośrednikiem nieruchomości. W 2011 cała rodzina przeniosła się do Barcelony, aby Ben mógł dołączyć do La Masii, młodzieżowej akademii FC Barcelony. 

## Kariera
W wieku 11 lat Lederman został zauważony przez skautów FC Barcelony w towarzyskim meczu między jego drużyną California State U10 a FC Barcelona Academy Benjamin A. Następnie został zaproszony do trenowania w La Masia, po czym wstąpił do akademii.
W latach 2015–2017 trenował w akademii IMG w Bradenton na Florydzie, a w latach 2018-2020 grał w belgijskim klubie KAA Gent. W styczniu 2020 Lederman opuścił Belgię i pojechał na testy w klubie Beitar Jerozolima, grającym w Ligat ha’Al. Ostatecznie podpisał kontrakt z trzecioligowym Hakoah Amidar Ramat Gan. 14 lutego 2020 Lederman po raz pierwszy i jedyny wystąpił w Hakoah Amidar Ramat Gan w meczu Ligi Alef gr. południowej przeciwko Maccabi Sha'arayim. Wystąpił w wyjściowym składzie i grał do 65 minuty, kiedy zastąpił go Michael Ben Baruch. Drużyna przegrała 0−1. Opuścił klub 27 lutego 2020, przez co mógł dołączyć do Rakowa Częstochowa.
Lederman zadebiutował w pierwszym zespole 20 czerwca 2020, wchodząc jako zmiennik Davida Tijanicia w 84. minucie meczu z Wisłą Kraków. 22 lipca 2021 podczas meczu II Rundy Kwalifikacyjnej do Ligi Konferencji UEFA z Sūduvą  Mariampol naderwał więzadło krzyżowe w kolanie i opuścił boisko na noszach.
17 marca 2023 selekcjoner piłkarskiej reprezentacji Polski Fernando Santos powołał go na mecze kwalifikacji do Euro 2024 z reprezentacją Czech i reprezentacją Albanii.
30 maja 2025 podpisał kontrakt z izraelskim klubem Maccabi Tel Awiw.

## Życie osobiste
Wyznaje judaizm. Mieszkając w Barcelonie przechodził obrzęd bar micwy w lokalnej synagodze. Posiada obywatelstwa Polski, Stanów Zjednoczonych i Izraela.

## Statystyki kariery

### Klubowe
(aktualne na dzień 8 sierpnia 2023)
| Klub                    | Sezon              | Liga                        | Liga    | Liga   | Puchar kraju | Puchar kraju | Kontynentalne | Kontynentalne | Inne    | Inne   | Suma    | Suma   |
| Klub                    | Sezon              | Poziom                      | Występy | Bramki | Występy      | Bramki       | Występy       | Bramki        | Występy | Bramki | Występy | Bramki |
| ----------------------- | ------------------ | --------------------------- | ------- | ------ | ------------ | ------------ | ------------- | ------------- | ------- | ------ | ------- | ------ |
| Hakoah Amidar Ramat Gan | 2019/2020          | Liga Alef (region południe) | 1       | 0      | 0            | 0            | —             | —             | —       | —      | 1       | 0      |
| Hakoah Amidar Ramat Gan | Łącznie            | Łącznie                     | 1       | 0      | 0            | 0            | —             | —             | —       | —      | 1       | 0      |
| Raków Częstochowa       | 2019/2020          | Ekstraklasa                 | 6       | 0      | 0            | 0            | —             | —             | —       | —      | 6       | 0      |
| Raków Częstochowa       | 2020/2021          | Ekstraklasa                 | 13      | 0      | 4            | 0            | —             | —             | —       | —      | 16      | 0      |
| Raków Częstochowa       | 2021/2022          | Ekstraklasa                 | 23      | 1      | 4            | 1            | 1             | 0             | 1       | 0      | 29      | 1      |
| Raków Częstochowa       | 2022/2023          | Ekstraklasa                 | 24      | 0      | 3            | 0            | 3             | 0             | 1       | 0      | 30      | 0      |
| Raków Częstochowa       | 2023/2024          | Ekstraklasa                 | 2       | 0      | 0            | 0            | 4             | 0             | 1       | 0      | 7       | 0      |
| Raków Częstochowa       | Łącznie            | Łącznie                     | 68      | 1      | 11           | 1            | 8             | 0             | 3       | 0      | 90      | 2      |
| Łącznie w karierze      | Łącznie w karierze | Łącznie w karierze          | 69      | 1      | 11           | 1            | 8             | 0             | 3       | 0      | 91      | 2      |

## Sukcesy

### Klubowe

#### Raków Częstochowa
- Mistrzostwo Polski: 2022/2023[12]
- Wicemistrzostwo Polskiː 2020/2021, 2021/2022
- Puchar Polskiː 2020/2021, 2021/2022
- Superpuchar Polski: 2021, 2022